# (6254) 1993 UM3
(6254) 1993 UM3 es un asteroide perteneciente al cinturón de asteroides, región del sistema solar que se encuentra entre las órbitas de Marte y Júpiter, más concretamente a la familia de Eos descubierto el 20 de octubre de 1993 por Seiji Ueda y el astrónomo Hiroshi Kaneda desde el Kushiro Marsh Observatory, Hokkaido, Japón.

## Designación y nombre
Designado provisionalmente como 1993 UM3. 

## Características orbitales
1993 UM3 está situado a una distancia media del Sol de 3,007 ua, pudiendo alejarse hasta 3,181 ua y acercarse hasta 2,833 ua. Su excentricidad es 0,057 y la inclinación orbital 9,352 grados. Emplea 1904,96 días en completar una órbita alrededor del Sol.

## Características físicas
La magnitud absoluta de 1993 UM3 es 12,2. Tiene 12,447 km de diámetro y su albedo se estima en 0,238. 